# Paolo Pittino
Paolo Pittino (* 2. Februar 1968) ist ein ehemaliger italienischer Leichtgewichts-Ruderer, der zwischen 1990 und 1999 acht Weltmeisterschaftsmedaillen gewann, davon fünf Goldmedaillen.

## Karriere
Pittino belegte bei den Weltmeisterschaften 1989 den vierten Platz mit dem Leichtgewichts-Doppelvierer. 1990 wurde er in dieser Bootsklasse sowohl Weltmeister bei den U23-Weltmeisterschaften als auch bei den Weltmeisterschaften ohne Altersbeschränkung. Bei den Weltmeisterschaften 1991 belegte der italienische Doppelvierer den fünften Platz. 1993 wechselte Pittino in den Leichtgewichts-Doppelzweier und gewann zusammen mit Francesco Esposito die Bronzemedaille bei den Weltmeisterschaften. 1994 und 1995 folgten Silber und Bronze im Leichtgewichts-Doppelvierer, dann gewann Pittino von 1996 bis 1998 drei Goldmedaillen in dieser Bootsklasse. 
1999 wechselte Pittino in ein Riemenboot, nämlich den Leichtgewichts-Zweier ohne Steuermann und gewann hier mit Stefano Basalini seinen vierten Weltmeistertitel in Folge. 2000 gewannen Pittino und Basalini im Leichtgewichts-Doppelzweier die zweite Regatta im Ruder-Weltcup vor dem zweiten italienischen Boot mit Elia Luini und Leonardo Pettinari, bei der dritten Weltcupregatta siegten Luini und Pettinari, während Basalini und Pittino nur Fünfte wurden. Der italienische Verband nominierte danach Luini und Pettinari für die Olympischen Spiele 2000. Pittino beendete seine sportliche Laufbahn zum Ende der Saison.
Pittino hatte bei einer Körpergröße von 1,74 Metern ein für Leichtgewichte typisches Wettkampfgewicht von etwa 70 Kilogramm.

## Medaillen bei Weltmeisterschaften
jeweils im Leichtgewicht
| Jahr    | Disziplin              | Platz | Mitstreiter                                            |
| ------- | ---------------------- | ----- | ------------------------------------------------------ |
| WM 1990 | Doppelvierer           | 1.    | Francesco Esposito, Massimo Lana, Massimo Guglielmi    |
| WM 1993 | Doppelzweier           | 3.    | Francesco Esposito                                     |
| WM 1994 | Doppelvierer           | 2.    | Enrico Gandola, Ivano Zasio, Massimo Guglielmi         |
| WM 1995 | Doppelvierer           | 3.    | Lorenzo Bertini, Franco Sancassani, Massimo Guglielmi  |
| WM 1996 | Doppelvierer           | 1.    | Lorenzo Bertini, Franco Sancassani, Massimo Guglielmi  |
| WM 1997 | Doppelvierer           | 1.    | Stefano Basalini, Franco Sancassani, Massimo Guglielmi |
| WM 1998 | Doppelvierer           | 1.    | Lorenzo Bertini, Elia Luini, Franco Sancassani         |
| WM 1999 | Zweier ohne Steuermann | 1.    | Stefano Basalini                                       |